# Premier ministre de Roumanie
Le Premier ministre de Roumanie est le chef du gouvernement de la Roumanie, qui portait jusqu'en 1975 le titre de président du Conseil des ministres (en roumain : Președintele Consiliului de Miniștri), quand la notion de « gouvernement » incluait plus que le Cabinet, et le Cabinet était appelé « Conseil des ministres » (en roumain : Consiliul de Miniștri). Le titre fut officiellement modifié en « Premier ministre » en 1975.

## Nomination
D'après la Constitution roumaine de 1991, le président doit désigner un candidat au poste de Premier ministre parmi les membres du parti qui a obtenu la majorité absolue au Parlement, ou — à défaut de l’existence d'une telle majorité — parmi les partis représentés au Parlement.
Le candidat au poste de Premier ministre doit, dans les dix jours suivant sa désignation, obtenir le vote de confiance du Parlement sur son programme et fournir la liste des membres de son gouvernement. Le programme et la liste des membres doit être débattue à la Chambre des députés et au Sénat, réunit en Congrès. Le Parlement doit accorder sa confiance au gouvernement par un vote majoritaire des députés et sénateurs.
Le Premier ministre, les ministres et les autres membres du gouvernement doivent individuellement prêter serment devant le Président de la Roumanie conformément à l’article 104 de la Constitution, lequel revoit à l'article 82. Le mandat des membres du gouvernement débute au moment de la prestation de serment. Ce serment est le suivant :

« Je jure de consacrer toute ma force et toutes mes capacités à la prospérité spirituelle et matérielle du peuple roumain, de respecter la Constitution et les lois du pays, de défendre la démocratie, les droits fondamentaux et les libertés fondamentales des citoyens, la souveraineté, l'indépendance, l'unité et l'intégrité territoriale de la Roumanie. Que Dieu m'y aide ! »

— Article 104 de la Constitution
Un Premier ministre par intérim peut être nommé pour une durée maximale de 45 jours.

## Fonction
Le Premier ministre doit diriger les actions du gouvernement et coordonner les activités de ses membres, dans le respect des pouvoirs et des fonctions qui leur incombent. De même, il doit soumettre à la Chambre des députés et du Sénat des rapports et des déclarations sur la politique du gouvernement, qui doivent être débattus en priorité.
Le président de la Roumanie ne peut pas révoquer le Premier ministre.

## Premiers ministres successifs
Depuis 1990, la Roumanie a eu 19 Premiers ministres, et dix ministres assurant l’intérim.